# Buići (żupania istryjska)
Buići – wieś w Chorwacji, w żupanii istryjskiej, w mieście Poreč. W 2011 roku liczyła 131 mieszkańców.